# Heinz Barth

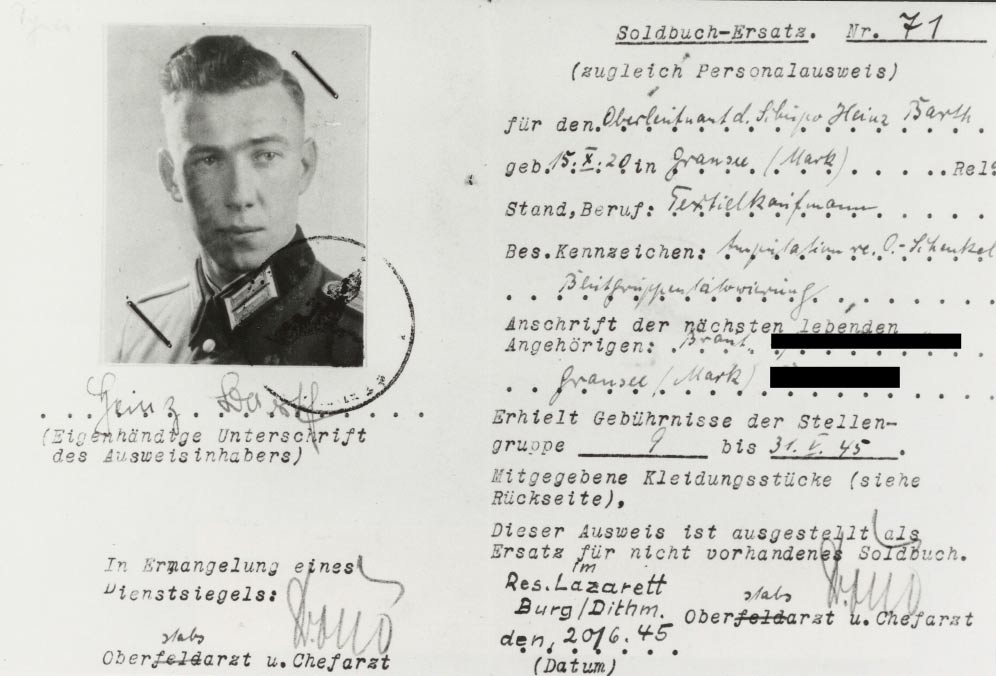
Soldbuch-Ersatz und Personalausweis von Heinz Barth (1945)

Heinz Barth (* 15. Oktober 1920 in Gransee; † 6. August 2007 ebenda) war ein Kriegsverbrecher, Obersturmführer der Waffen-SS und Zugführer beim SS-Panzergrenadier-Regiment 4 „Der Führer“ als Teil der 2. SS-Panzer-Division „Das Reich“. Barth wurde 1983 in der DDR zu lebenslanger Haft verurteilt. Er war der einzige SS-Angehörige, der in Deutschland wegen des Massakers von Oradour angeklagt und verurteilt wurde.

## Leben
Barth absolvierte nach der Volksschule eine Ausbildung zum Textilkaufmann. Er beantragte am 12. November 1939 die Aufnahme in die NSDAP und wurde zum 1. September 1940 aufgenommen (Mitgliedsnummer 7.844.901). Barth war von 1940 bis 1942 als Angehöriger der Ordnungspolizei und SD-Mitglied im Protektorat Böhmen und Mähren. Dort war er an Einsätzen beteiligt, bei denen 92 Tschechen ermordet wurden. Am 10. Februar 1943 wurde er SS-Mitglied (Mitgliedsnummer 458.037) und als Angehöriger der 10. SS-Panzer-Division „Frundsberg“ an der Ostfront eingesetzt, danach zur Ausbildung bei der 2. SS-Panzer-Division „Das Reich“ in Frankreich.
Am 10. Juni 1944 gab Barth beim Massaker von Oradour seinen Untergebenen den Befehl, 26 in einer offenen Scheune oder Garage zusammengetriebene Zivilisten mit Maschinenpistolen niederzuschießen, und schoss selbst mit seiner MP mit. Danach ließ er das Gebäude niederbrennen, ohne sich davon zu überzeugen, ob noch jemand lebte. Er legte anschließend weitere Brände in dem Ort. An jenem 10. Juni wurden über 600 französische Zivilisten ermordet. Barth sagte 1983 in dem Strafprozess aus, er habe gedacht, das sei „normales Kriegsgeschehen“ und er habe „nur“ Befehle seiner Vorgesetzten umgesetzt.
Während anschließender Kampfhandlungen in der Normandie verlor Barth im August 1944 ein Bein und behielt eine steife Schulter zurück. Er wurde zum SS-Obersturmführer befördert und bis Februar 1945 in einem Lazarett behandelt. Bei Kriegsende hielt er sich aus Angst vor Verfolgung durch die sowjetische Besatzungsmacht in Schleswig-Holstein auf. Dort geriet er in britische Gefangenschaft, wobei er sich als Offizier der Schutzpolizei ausgab und seine Zugehörigkeit zur SS unerkannt blieb. Nach seiner Rückkehr aus der Kriegsgefangenschaft 1946 arbeitete er in Gransee in der Konsumgenossenschaft.
Wegen seiner Beteiligung an der Ermordung von 643 Einwohnern von Oradour-sur-Glane im Jahre 1944 wurde er in Bordeaux am 12. Februar 1953 in Abwesenheit zum Tod verurteilt.
Am 14. Juli 1981 wurde er in der DDR nach Ermittlungen des Ministeriums für Staatssicherheit (MfS) festgenommen. Barth war unter anderem in der zentralen Untersuchungshaftanstalt des MfS in Berlin-Hohenschönhausen inhaftiert. Aus dem Verfahren in Frankreich lagen schwer belastende Zeugenaussagen vor, bestätigt durch Aussagen von Tatbeteiligten, die das MfS in der DDR ausfindig gemacht hatte. Die Hauptverhandlung vor dem Stadtbezirksgericht Berlin begann am 25. Mai 1983. Heinz Barth wurde am 7. Juni 1983 zu einer lebenslangen Freiheitsstrafe verurteilt. Zu einer Anklage gegen die zwei DDR-Bürger, die im Prozess als Tatbeteiligte gegen Barth ausgesagt hatten, kam es auf höhere Weisung nicht.
Zu seinen Mithäftlingen in der Justizvollzugsanstalt Brandenburg a. d. Havel gehörten spätere Funktionäre der Neonaziszene. Der Szene-Aussteiger Ingo Hasselbach berichtete etwa in der Dokureihe Das Erbe der Nazis, durch den Kontakt mit dem verurteilten NS-Täter nachhaltig radikalisiert worden zu sein. Im September 1997 wurde Barth wegen seines schlechten Gesundheitszustandes aus der Haft entlassen. Im Jahr 2000 verlor er eine Klage auf Weiterzahlung seiner Kriegsversehrten-Zusatzrente, die er seit der deutschen Wiedervereinigung erhalten hatte, da 1998 das Bundesversorgungsgesetz einschlägig geändert worden war. Zehn Jahre nach seiner Haftentlassung erlag er einem Krebsleiden.
Nach Ansicht des tschechischen Historikers Eduard Stehlík war Barth auch bei dem Massaker in Ležáky eingesetzt worden.